# 임우재
임우재(任佑宰, 1968년 10월 20일~)는 대한민국의 기업인이다.

## 생애
단국대학교 전자계산학과를 졸업한 후 1995년 에스원에 입사했다. 서울 상일동에 있는 지체부자유아 보호시설에서 격주로 봉사활동을 하며 이부진을 만나서 1999년 삼성그룹 회장 이건희의 맏딸 이부진과 결혼했다. 이후 미국으로 유학을 떠난 후 미국 본사 전략팀을 거쳐 2005년 삼성전기의 기획팀 상무보로 승진했고, 2009년에 전무로, 2011년에 부사장으로 승진했다.
2014년 배우자였던 이부진이 법원에 이혼조정 신청을 냈다. 2016년 임우재는 이부진을 상대로 1000만원의 위자료와 1조 2000억원 상당의 재산분할을 요구하는 맞소송을 제기했으나, 2017년 7월 서울가정법원은 두 사람이 이혼할 것을 판결하면서 이부진 재산 중 86억원을 임우재에게 지급하게 하고, 자녀 친권 및 양육권자로 이부진을 지정했다. 임우재는 이에 불복해 항소했다.

## 학력
- 서울고등학교 졸업
- 단국대학교 천안캠퍼스 전자계산학 학사
- 매사추세츠 공과대학교 슬론 스쿨 MBA

## 경력

### 타경력
- 1995년: 에스원

### 삼성
- 2005년: 삼성전자 미주본사 전략팀
- 2005년 1월: 삼성전기 기획팀 상무보
- ~2009년 12월: 삼성전기 기획팀 상무
- 2009년 12월~2011년 12월: 삼성전기 기획팀 전무
- 2011년 12월~2015년 11월: 삼성전기 부사장
- 2015년 12월~2016년 12월: 삼성전기 상임고문

## 가족관계
- - 전 아내: 이부진 (1999년 결혼~2020년 이혼 확정)
  - 전 외종처남: 홍정도
  - 아들: 임동현

## 논란
2018년 장자연의 성상납 사건을 재조사 중인 대검찰청 진상조사단은 장자연의 휴대전화에서 2008년에 '임우재'라는 이름과 35차례 통화한 내역을 발견했고, 휴대전화 명의자를 조사한 결과 이부진의 휴대전화였던 사실이 확인됐다.